# Dellstedt
Dellstedt ist eine Gemeinde im Nordosten des Kreises Dithmarschen in Schleswig-Holstein.

## Geografie

### Geografische Lage
Das Dorf liegt nördlich der Bundesstraße 203 zwischen Heide und Rendsburg in der Eider-Treene-Niederung. Das Naturschutzgebiet Dellstedter Birkwildmoor liegt in unmittelbarer Nähe des Dorfes.

### Gemeindegliederung
Rethbucht und Im Felde sind Ortsteile der Gemeinde Dellstedt.

### Nachbargemeinden
Nachbargemeinden sind im Uhrzeigersinn im Norden beginnend die Gemeinden Tielenhemme (im Kreis Dithmarschen), Friedrichsgraben, Bargstall, Elsdorf-Westermühlen und Hamdorf (alle im Kreis Rendsburg-Eckernförde) sowie Wrohm, Süderdorf, Tellingstedt und Dörpling (alle wiederum im Kreis Dithmarschen).

## Geschichte
Am 1. April 1934 wurde die Kirchspielslandgemeinde Tellingstedt aufgelöst. Alle ihre Dorfschaften, Dorfgemeinden und Bauerschaften wurden zu selbständigen Gemeinden/Landgemeinden, so auch Dellstedt.

## Politik

### Gemeindevertretung
Bei der Kommunalwahl am 14. Mai 2023 wurden insgesamt neun Sitze vergeben. Von diesen erhielt die CDU fünf Sitze und die Wählergemeinschaft Dellstedt.

### Wappen
Blasonierung: „In Gold ein blauer Wellenbalken zwischen einem linksgewendeten schwarzen Räderpflug oben und einem linksgewendeten, silbern abgesetzten schwarzen Birkhahn unten.“
Das Wappen der Gemeinde Dellstedt bezieht sich auf die Gegebenheiten der Wirtschaftsstruktur und der naturräumlichen Lage des Ortes. Der Wellenbalken, der das Wappen in der Mitte teilt, gibt die Eider wieder, die die Ostgrenze des Gemeindegebietes bildet und die Voraussetzung für eine bescheidene Flussschifffahrt bot. Der Birkhahn stellt das durch seinen Birkwildbestand bekannte Dellstedter Moor im Westen des Gemeindegebietes dar. Der Pflug im oberen Teil des Wappens weist auf die Tatsache hin, dass die Gemeinde bis heute vorwiegend landwirtschaftlich strukturiert ist.

## Sehenswürdigkeiten
In der Liste der Kulturdenkmale in Dellstedt stehen die in der Denkmalliste des Landes Schleswig-Holstein eingetragenen Kulturdenkmale.

## Wirtschaft und Infrastruktur
Von 1905 bis 1937 hatte der Ort einen Bahnanschluss mit der Kreisbahn Norderdithmarschen.

## Söhne und Töchter der Gemeinde
- Thomas Diener (* 1963), Politiker (CDU)